# Callophrys chalybeitincta
Callophrys chalybeitincta is een vlinder uit de familie Lycaenidae. De wetenschappelijke naam is voor het eerst geldig gepubliceerd in 1905 door Sovynski.
De soort komt voor in Europa.